# TechniSat
TechniSat è un'azienda tedesca produttrice di elettronica di consumo, specializzata soprattutto nella progettazione e produzione di ricevitori digitali e satellitari.

## Storia
Fondata nel 1987 a Daun, in Renania-Palatinato, dove a tutt'oggi ha sede, da Peter Lepper, la TechniSat Digital GmbH, dal 1990 opera nel campo della produzione di apparecchi per la tecnologia satellitare, una delle prime in assoluto in Germania ed Europa.
Negli anni seguenti ha avviato un processo di espansione produttiva e commerciale, con l'apertura di altri stabilimenti, l'estensione della produzione ad altri tipi di apparecchi come i televisori (dal 1998) e la creazione di filiali distributive estere.
Nel 2000 avvia la produzione di autoradio, e quattro anni più tardi, quelle dei navigatori satellitari per le industrie automobilistiche.
Nel 2010 ha presentato alla Internationale Funkausstellung Berlin un modello "ibrido" di decoder satellitare il DigiCorder che consente la visualizzazione dei normali contenuti offerti dalla TV satellitare, di Internet e dei personal computer.

## Generalità e dati
L'azienda conta circa 2.200 addetti sparsi in cinque insediamenti produttivi, tre in Germania (Dippach, Schöneck/Vogtl., Staßfurt), uno in Polonia (Breslavia) ed uno in Ungheria (Budapest), e tre centri di ricerca (Dresda, Londra, Breslavia).
Le produzioni TechniSat comprendono decoder per la televisione satellitare, digitale terrestre e via cavo; antenne satellitari; televisori LCD e LED; slot CAM CI; schede TV per PC; navigatori satellitari per automobili.
Fin dagli anni novanta TechniSat è leader di mercato dei ricevitori digitali e satellitari in Germania, nonché una delle più importanti a livello europeo.